# Sîrcova
Sîrcova è un comune della Moldavia situato nel distretto di Rezina di 2.321 abitanti al censimento del 2004

## Località
Il comune è formato dall'insieme delle seguenti località (popolazione 2004):
- Sîrcova (1.821 abitanti)
- Piscăreşti (500 abitanti)